# Chris Hani
Chris Hani, ursprungligen Martin Thembisile Hani, född 28 juni 1942 i byn Cofimvaba i Kapprovinsen, död 10 april 1993 i Boksburg i Transvaal, var en sydafrikansk politiker och generalsekreterare i Sydafrikanska kommunistpartiet från 1991 till sin död två år senare.

## Uppväxt
Chris Hani växte upp i den lilla xhosabyn Cofimvaba i södra Sydafrika tillsammans med fem syskon. Ursprungligen ville han bli präst och studera på katolsk skola men hans far Gilbert Hani sände honom till den icke-religiösa Matanzima Secondary School för utbildning. 1954 såg han hur flera lärare på skolan som protesterade mot apartheidlagen Bantu Education Act sparkades. 1957 blev Hani politiskt engagerad och blev medlem i ANC Youth League, Afrikanska nationalkongressens ungdomsorganisation. 1958 avslutade han sina studier på Lovedale Missionary Institute i staden Alice, 1959-61 studerade han litteratur vid University of Fort Hare och fick då upp ögonen för marxistisk ideologi. 1962 tog han examen i engelska och latin vid Rhodesuniversitetet i Grahamstown. Under studentprotesterna mot apartheidregeringens rassegregation av universiteten i landet 1959 kom han i kontakt med fackföreningen South African Congress of Trade Unions och fick då upp ögonen för arbetarnas kamp mot myndigheterna.

## Politisk karriär
1961 gick Hani med i det av myndigheterna förbjudna Sydafrikanska kommunistpartiet och tog förnamnet Chris efter en avliden bror som sitt nom de guerre. 1962 blev han också medlem i Umkhonto we Sizwe, ANC:s väpnade gren. Samma år arresterades han vid en vägspärr då polisen hittade flygblad som kritiserade regeringen. Han släpptes mot borgen och flydde till Botswana där han deltog på en ANC-konferens. Han återvände därefter till Sydafrika och arresterades igen, för andra gången på ett år, och dömdes till 18 månaders fängelse. 1963 flydde Chris Hani till Sovjetunionen där han fick militär utbildning. 1967 åkte han till Rhodesia och stred för Zimbabwe People's Revolutionary Army, med bas i angränsande Zambia, i bushkriget mot den rhodesiska regeringen. Han fängslades för illegalt vapeninnehav i Botswana 1967-68 och kritiserade ANC:s ledning för att inte hjälpa honom. Därför krävde han att ANC:s ledarskap skulle sammanträda 1969, och man kom överens om att låta "icke-afrikaner" bli medlemmar i ANC i likhet med hur medlemskap i Kommunistpartiet överskred uppfattningar om rastillhörighet.
På 1970- och 80-talet deltog Chris Hani i organiserandet av ANC:s väpnade motstånd mot apartheidsystemet och 1987 utsågs han till stabschef för Umkhonto we Sizwe, samtidigt som han blev del av Kommunistpartiets högsta ledarskap. 2 februari 1990, efter långa förhandlingar mellan den reformvillige presidenten F.W. de Klerk och ANC:s ledarskap upphävdes förbudet mot både ANC och Kommunistpartiet som gällt ända sedan lagen Suppression of Communism Act stiftades av Daniel Malans apartheidregering år 1950. Därmed kunde Hani återvända till Sydafrika från långvarig exil i Lesotho och Zambia för att delta i processen att införa demokrati i landet och allmän och lika rösträtt. 1991 tog han över som generalsekreterare för Sydafrikanska kommunistpartiet efter att Joe Slovo diagnostiserats med cancer. Hani var en av de som pressade hårdast för att ANC skulle upphöra med sin väpnade kamp till fördel för fredliga förhandlingar med de Klerks regering. 1992 avgick han som stabschef för Umkhonto we Sizwe men fick kämpa för att omorientera Kommunistpartiet efter kalla krigets slut till ett mer nationellt inriktat parti utan mäktiga allierade i Europa och Asien.

### Död
Chris Hani mördades den 10 april 1993 av en invandrad polack, Janusz Walus som sympatiserade med det högerextrema Konservativa partiet som totalt motsatte sig den pågående reformprocess som i april 1994 skulle utmynna i fredliga, allmänna och demokratiska val i Sydafrika. Mordet på Hani utfördes på öppen gata utanför hans hem. Walus dömdes till döden genom hängning för mordet på Hani. Även de konservativas ekonomisk-politiske talesperson, parlamentsledamoten Clive Derby-Lewis, dömdes till döden för anstiftan till mordet då det fastslogs att han lånat ut sin pistol till Walus. Dödsdomarna omvandlades till livstids fängelse sedan Sydafrikas högsta domstol 1995 förklarat dödsstraffet grundlagsvidrigt.